# Rowokół

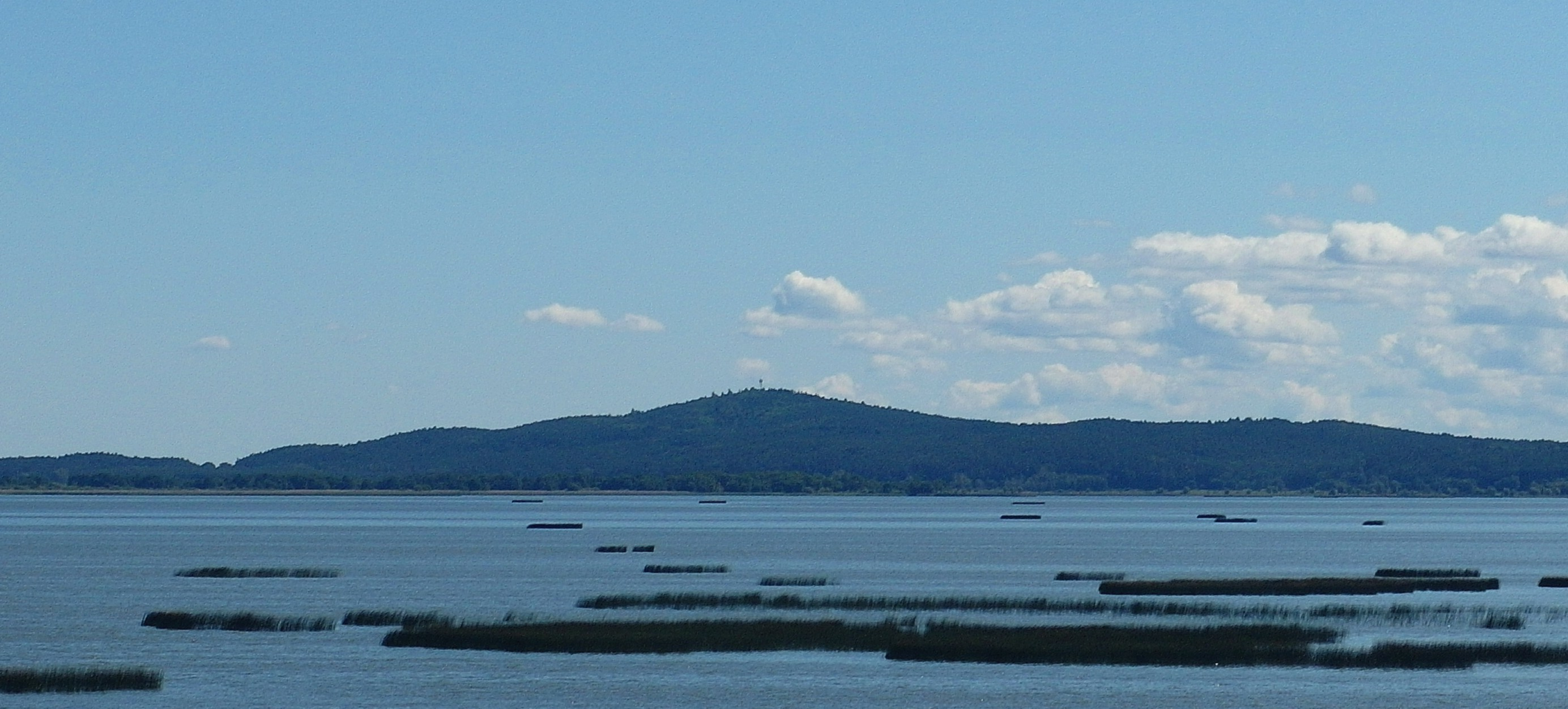
Der Revekol vom Garder See

Der Rowokół ([rɔˈvɔkuː], deutsch Revekol, 115 m n.p.m.) ist eine Erhebung in der polnischen Woiwodschaft Pommern.

## Geographie
Der Rowokół liegt im Osten Pommerns, in Hinterpommern, zwischen dem Jezioro Gardno (Garder See) und dem Łebsko (Lebasee). Im Nordosten des Berges liegt die Ortschaft Smołdzino (Schmolsin), im Südwesten die Ortschaft Gardna Wielka (Groß Garde). Im Osten und Norden wird der Berg von dem Fluss Łupawa (Lupow) umflossen.
In geologischer Hinsicht ist der Rowokół als ein Stauchmoränenhügel einzuordnen. Er ist Teil eines langgestreckten Küstenhöhenzugs.
Der Hügel Rowokół ist mit 115 Metern hinter dem Pieczek (Pietschker Berg) mit 181 Metern Höhe die zweitgrößte Erhebung im Gebiet des ehemaligen Landkreises Stolp.

## Geschichte
Die Herkunft des Namens Revekol ist nicht geklärt. So wird vermutet, dass er von dem lateinischen Begriff reverendus collis (verehrungswürdiger Berg) abgeleitet wurde. Eine andere Variante ist Rowes Höhe, nach dem nahegelegenen Ort Rowe und dem dänischen Wort kull (Höhe). In einigen älteren Texten wurde der Name Revekol mit Räuberkuhle verhochdeutscht.
Auf dem Revekol befand sich im Mittelalter eine Marienkapelle. Dorthin wurden vor der Reformation zahlreiche Wallfahrten unternommen – wie in Hinterpommern seinerzeit außerdem auch zu einem vorgeblich wundertätigen Marienbild in der Marienkapelle auf dem weiter westlich gelegenen Gollenberg und zum sogenannten hl. Berg bei Pollnow. Der Revekol mit seiner Kapelle war im Mittelalter nicht nur ein bedeutender Wallfahrtsort, sondern er diente zudem den Seefahrern auf der Ostsee bei der Navigation als Seezeichen. Von Bornholm nach Preußen fahrende Schiffe steuerten nach einem Seebuch aus der zweiten Hälfte des 15. Jahrhunderts zuerst den Revekol an und konnten den Garder See als Nothafen nutzen.
Im Zuge der Reformation wurde die Kapelle aufgehoben, vermutlich im Zusammenhang mit dem Stolper Bildersturm 1525. Sie wurde bereits vor 1535 abgebrochen. Wegen der zu dieser Zeit eingetretenen Versandung der Küste war der Garder See nicht mehr als Nothafen zu nutzen und daher die Kapelle als Seezeichen nicht mehr erforderlich. Die oberirdischen Reste der Kapelle wurden 1821, die Fundamente 1837 beseitigt und als Baumaterial genutzt. Später wurde auf dem Revekol ein Aussichtsturm errichtet.